# 葛度爾古斯安東尼奧托姆巴體育會
葛度爾古斯安東尼奧托姆巴體育會（西班牙語：Club Deportivo Godoy Cruz Antonio Tomba），一般稱為葛度爾古斯，是阿根廷门多萨省戈多伊克鲁斯市（Godoy Cruz）的一个足球俱乐部，成立于1921年。现在参加阿根廷足球甲级联赛。

## 歷史
在参加全国联赛前，戈多伊克鲁斯队连续多年参加门多萨省联赛。1994年，该队开始参加阿根廷足球乙级联赛。连续参加10余年乙级联赛后，2006年升入甲级联赛。